# UFC 63
UFC 63: Hughes vs. Penn foi um evento artes marciais mistas promovido pelo Ultimate Fighting Championship, ocorrido em 23 de setembro de 2006 no Arrowhead Pond, em Anaheim, nos Estados Unidos. O evento principal foi a luta valendo o Cinturão Meio-Médio do UFC entre Matt Hughes e B.J. Penn.

## Resultados
Nota 1 Pelo Cinturão Meio-Médio do UFC.

## Bônus da Noite
- Luta da Noite:  Matt Hughes vs.  BJ Penn e  Melvin Guillard vs.  Jason Dent
- Nocaute da Noite:  Joe Lauzon
- Finalização da Noite:  Tyson Griffin

## Bolsa de Pagamento
- Matt Hughes: U$130 000.
- BJ Penn: U$50 000.
- Jens Pulver: U$30 000.
- Rashad Evans: U$24 000.
- Mike Swick: U$14 000.
- Melvin Guillard: U$10 000.
- Jason Lambert: U$9 000.
- David Loiseau: U$9 000.
- Joe Lauzon: U$6 000.
- Gabe Ruediger: U$3 000.
- Tyson Griffin: U$14 000.
- Jorge Gurgel: U$10 000.
- Roger Huerta: U$6 000.
- Danny Abaddi: U$5 000.
- Eddie Sanchez: U$4 000.
- Jason Dent: U$3 000.
- Mario Neto: U$3 000.
- David Lee: U$2 000.

## Ligações Externas
- Site Oficial do UFC
- Site Oficial do UFC 63

1. ↑  Nota 1